# Sievgokjávrre
Sievgokjávrre, enligt tidigare ortografi Seukokjaure, är en sjö i Gällivare kommun i Lappland och ingår i Luleälvens huvudavrinningsområde. Sjön har en area på 17,3 kvadratkilometer och ligger 540 meter över havet. Sjön avvattnas av vattendraget Littákjåhkå som mynnar i Ubmas. Tillflöde sker från sjön Gättsak via Sievgokjåhkå. Vandringsleden Gränsleden passerar på sjöns södra sida.

## Delavrinningsområde
Sievgokjávrre ingår i det delavrinningsområde (752617-156297) som SMHI kallar för Utloppet av Seukokjaure. Medelhöjden är 617 meter över havet och ytan är 48,36 kvadratkilometer. Räknas de 5 avrinningsområdena uppströms in blir den ackumulerade arean 211,31 kvadratkilometer. Littákjåhkå som avvattnar avrinningsområdet har biflödesordning 3, vilket innebär att vattnet flödar genom totalt 3 vattendrag (Ubmasjåhkå, Stora Luleälven, Luleälven) innan det når havet efter 384 kilometer. Avrinningsområdet består mestadels av skog (43 procent) och kalfjäll (20 procent). Avrinningsområdet har 17,52 kvadratkilometer vattenytor vilket ger det en sjöprocent på 36,2 procent.

## Galleri

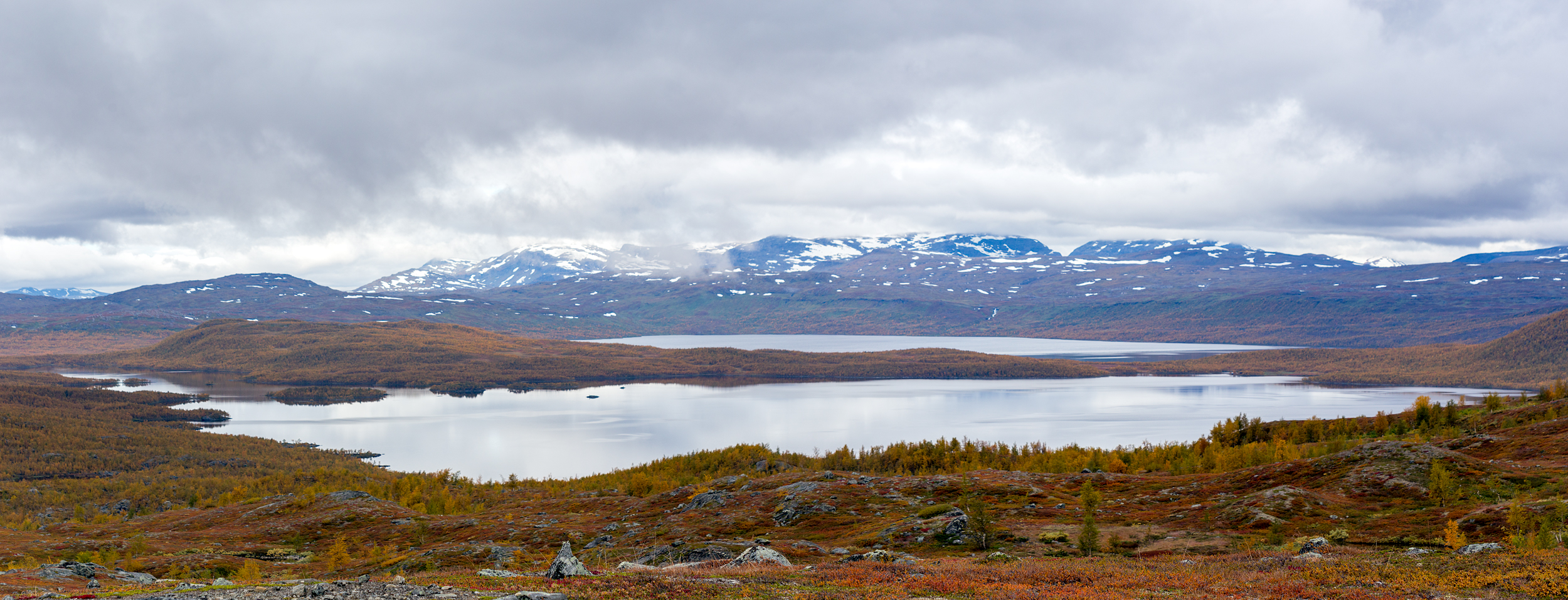
Närmast sjön Sievgokjávrre och längre bort Ubmas. Vy från Gränsleden vid vindskyddet Sievgok.